# Marat Szachmetow
Marat Serykuły Szachmetow (kaz. Мара́т Серікұлы Шахме́тов, ur. 6 lutego 1989 w Ałmaty) – kazachski piłkarz grający na pozycji defensywnego pomocnika. Od 2015 jest zawodnikiem klubu Żetysu Tałdykorgan.

## Kariera klubowa
Swoją karierę piłkarską Szachmetow rozpoczął w klubie FK Ałmaty. W 2006 roku awansował do pierwszego zespołu i w sezonie 2006 zadebiutował w jego barwach w Priemjer-Lidze. W debiutanckim sezonie zdobył z FK Ałmaty Puchar Kazachstanu. W FK Ałmaty grał do końca sezonu 2008.
W 2009 roku Szachmetow przeszedł do Lokomotiwu Astana. W sezonie 2009 wywalczył z nim wicemistrzostwo Kazachstanu. W listopadzie 2010 wystąpił w wygranym 1:0 finale krajowego pucharu z Szachtiorem Karaganda. W 2011 najpierw zdobył Superpuchar Kazachstanu, a w listopadzie puchar (zagrał w wygranym 2:0 finale z Irtyszem Pawłodar). W sezonie 2013 został wicemistrzem kraju, a w sezonie 2014 - po raz pierwszy w karierze mistrzem.
W połowie 2014 roku Szachmetow został wypożyczony do FK Atyrau. Swój debiut w Atyrau zanotował 13 lipca 2014 w przegranym 1:3 domowym meczu z Kajsarem Kyzyłorda. W Atyrau spędził pół sezonu.
W 2015 roku Szachmetow został zawodnikiem Żetysu Tałdykorgan. Swój debiut w Żetysu zaliczył 7 marca 2015 w zremisowanym 0:0 wyjazdowym spotkaniu z Kajsarem Kyzyłorda.
| Sezon | Klub               | Kraj       | Rozgrywki     | Mecze | Gole |
| ----- | ------------------ | ---------- | ------------- | ----- | ---- |
| 2006  | FK Ałmaty          | Kazachstan | Priemjer-Liga | 5     | 0    |
| 2007  | FK Ałmaty          | Kazachstan | Priemjer-Liga | 26    | 1    |
| 2008  | FK Ałmaty          | Kazachstan | Priemjer-Liga | 24    | 2    |
| 2009  | Lokomotiw Astana   | Kazachstan | Priemjer-Liga | 13    | 1    |
| 2010  | Lokomotiw Astana   | Kazachstan | Priemjer-Liga | 29    | 1    |
| 2011  | FK Astana          | Kazachstan | Priemjer-Liga | 27    | 3    |
| 2012  | FK Astana          | Kazachstan | Priemjer-Liga | 23    | 1    |
| 2013  | FK Astana          | Kazachstan | Priemjer-Liga | 27    | 1    |
| 2014  | FK Astana          | Kazachstan | Priemjer-Liga | 12    | 0    |
| 2014  | FK Atyrau          | Kazachstan | Priemjer-Liga | 10    | 0    |
| 2015  | Żetysu Tałdykorgan | Kazachstan | Priemjer-Liga |       |      |

## Kariera reprezentacyjna
W reprezentacji Kazachstanu Szachmetow zadebiutował 10 sierpnia 2011 roku w zremisowanym 1:1 towarzyskim meczu z Syrią, rozegranym w Astanie.